# Молодіжна (станція метро, Мінськ)
53°54′23″ пн. ш. 27°31′16″ сх. д. / 53.90639° пн. ш. 27.52111° сх. д.
Молоді́жна (біл. Маладзёжная) — станція Автозаводської лінії Мінського метрополітену, розташована між станціями «Фрунзенська» та «Пушкінська». Відкрита 3 липня 1995 року в складі другої черги Автозаводської лінії.

## Конструкція станції
Односклепінна мілкого закладення з однією острівною прямою платформою.

## Колійний розвиток
За станцією у напрямку «Фрунзенської» побудована Службово-сполучна гілка на  Зеленолузьку лінію.

## Виходи
Виходи зі станції ведуть до вулиці Кальварійської та залізничної станції Мінськ-Північний, до електропоїздів Молодечненського напрямку.

## Пересадки
- Залізнична станція Мінськ-Північний
- Автобус: 40, 46, 50с, 78, 163;
- Тролейбус: 4, 7, 9, 13, 44, 57

## Галерея

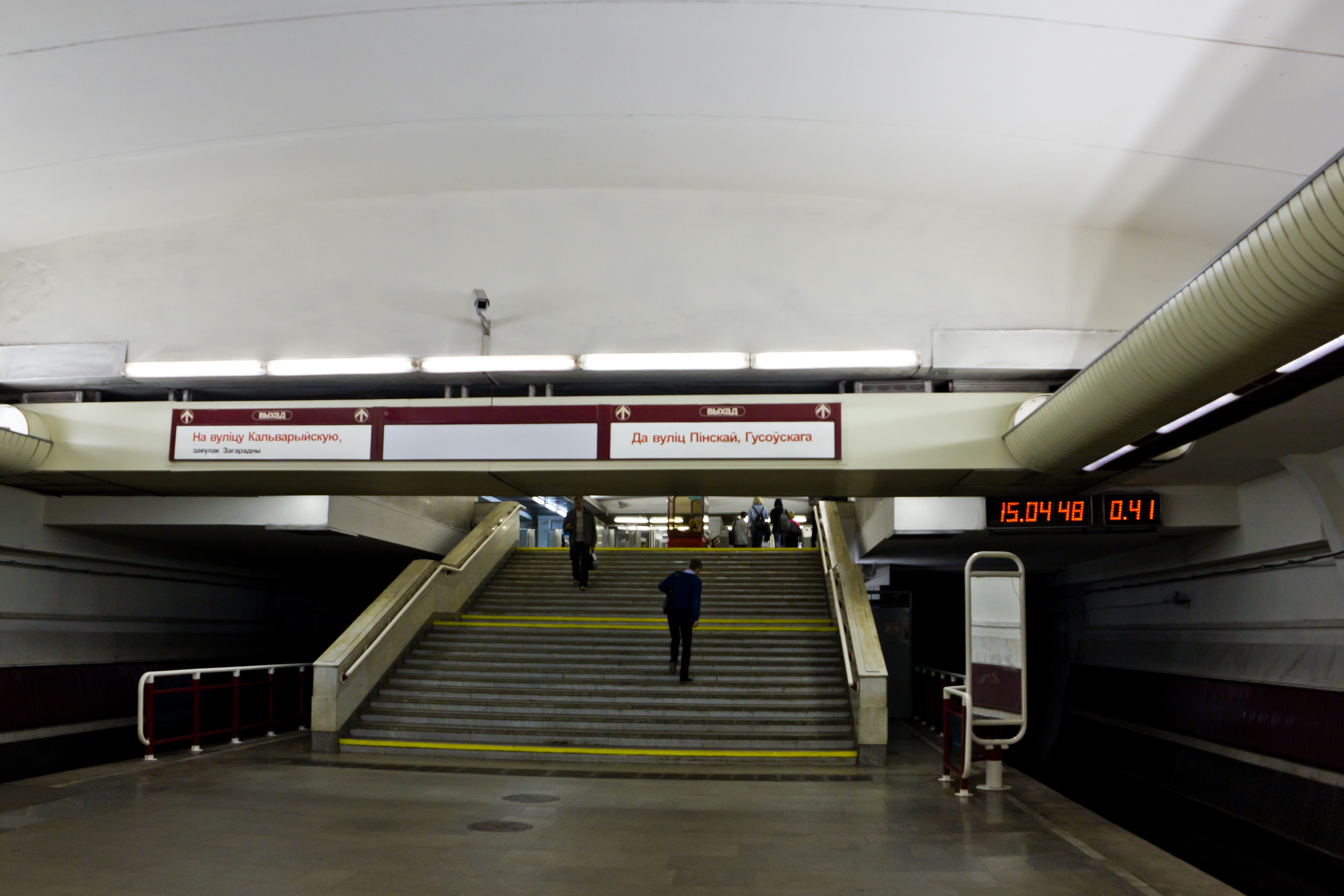
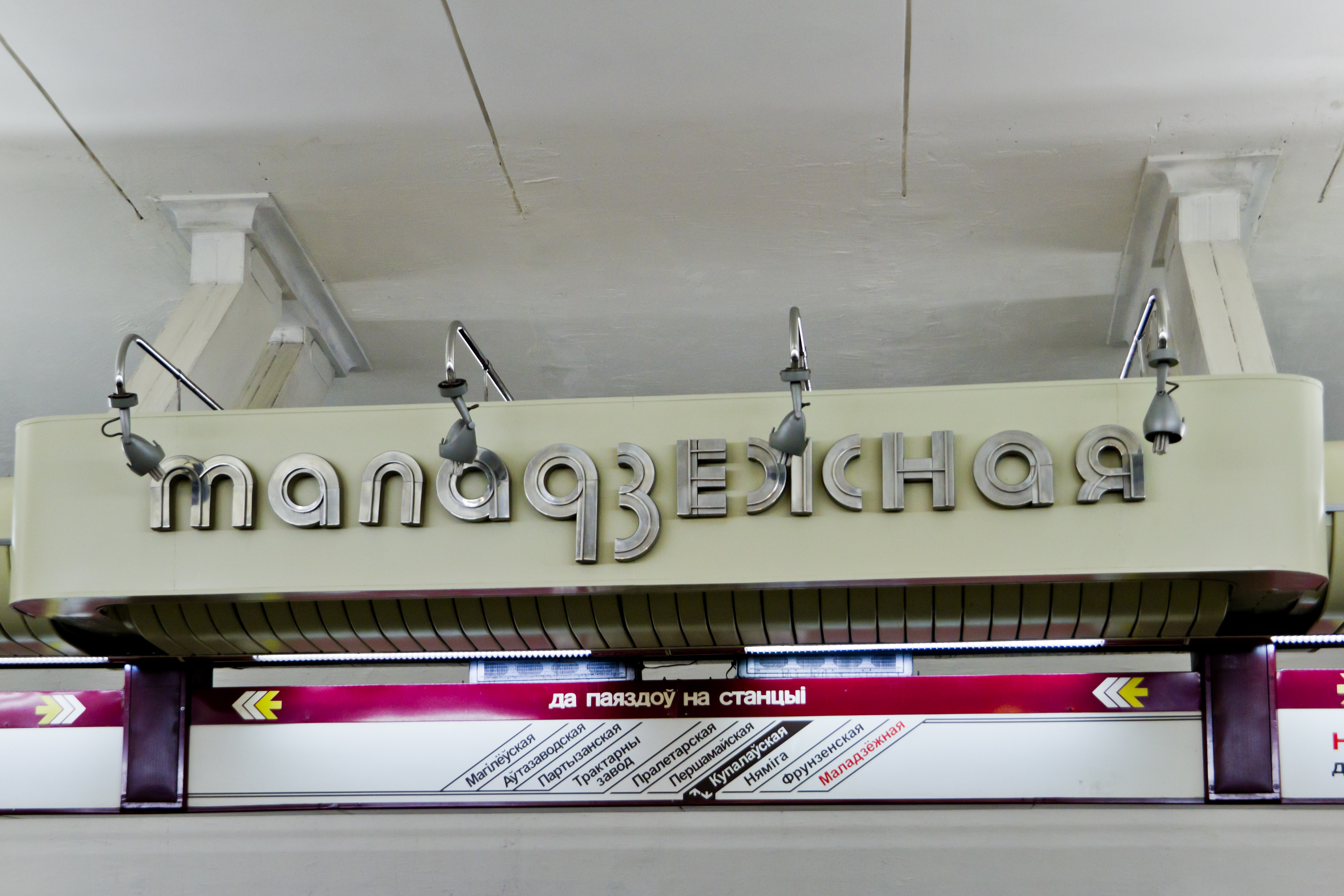
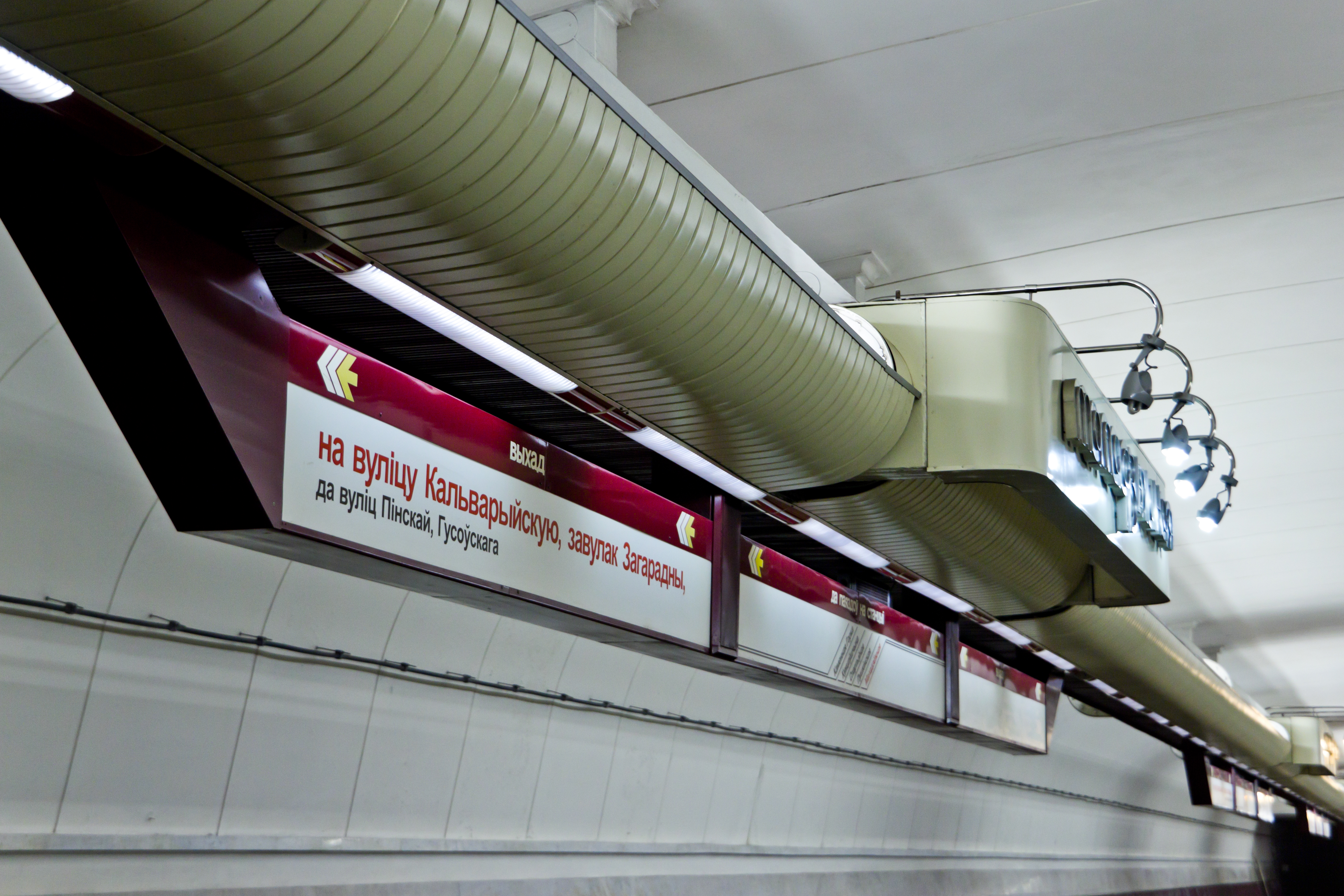